# So the Seeds Are Growing
So the Seeds Are Growing, amerikanske rockartisten Joe Souths femte studioalbum, utgivet 1971.

## Låtlista
1. "So the Seeds Are Growing" (Joe South) - 3:43
2. "No Fence Around Me" (Joe South) - 2:16
3. "I've Got to Be Somebody" (Joe South) - 2:50
4. "Revolution of Love" (Joe South) - 4:01
5. "United We Stand" (Joe South) - 2:13
6. "The Other Side of Life" (David Gates) - 2:05
7. "Drown in My Own Tears" (Henry Glover) - 2:58
8. "Lady Moon Walker" (Mars Bonfire) - 2:52
9. "Rolling On" (Joe South) - 2:15
10. "Motherless Children" (Joe South) - 3:48

När det australiska skivbolaget Raven återutgav So the Seeds Are Growing 2010 parades det ihop med albumet A Look Inside på en CD. Dessutom fanns nedanstående fyra bonusspår på skivan:
1. "Why Does a Man Do What He Has to Do" (Don Randi) 3:26  (singel från 1969)
2. "Be a Believer" (Joe South) 3:05 (baksidan på ovanstående singel)
3. "Riverdog" (Joe South) 2:49 (singelbaksida från 1973)
4. "Oprah Cried" (Joe South) 4:53 (inspelad 2009, första nyutgivna inspelningen av Joe South sedan 1976!)